# Framing-Effekt
Framing-Effekt oder Framing (deutsch: ‚Rahmungseffekt‘) bedeutet, dass unterschiedliche Formulierungen einer Botschaft – bei gleichem Inhalt – das Verhalten des Empfängers unterschiedlich beeinflussen. Demnach dient bewusstes Framing der Durchsetzung einer bestimmten Lesart bei der Betrachtung und Bewertung eines bestimmten Sachverhalts oder Themas, im Sinne des Framenden. Insofern handelt es sich beim Framing um eine Form der Beeinflussung und Manipulation. Dieser Effekt lässt sich nicht mit der Theorie der rationalen Entscheidung erklären.

## Hintergrund
Die Tatsache, dass die alleinige Veränderung der Formulierungsweise von Optionen deren Präferenzordnung beeinflussen kann, widerspricht laut Daniel Kahneman und Amos Tversky grundsätzlich dem Rationalitätskriterium der Invarianz. Demnach ist die Veränderung der Salienz, also der Zugänglichkeit eines Reizes, ein grundlegender Mechanismus bei Framing-Effekten. Mit dem Asian Disease Problem kann aufgezeigt werden, dass gleichwertige Optionen durch die veränderte Salienz einiger Aspekte in deren Beschreibung unterschiedlich wahrgenommen werden.

## Beispiele
Bei Maßnahmen zur Gesundheitsvorsorge wird oft auf die schädlichen Folgen etwa von Rauchen, ungeschütztem Sex, Übergewicht usw. hingewiesen (vgl. Furchtappell). In diesem Fall spricht man von „Verlust-Framing“ (engl. loss frame). Bei Präventionsmaßnahmen haben jedoch Botschaften mehr Erfolg, die in einen Gewinnrahmen eingebettet sind (engl. gain frame), also die positiven Folgen der gewünschten Verhaltensänderung hervorheben. Will man jedoch erreichen, dass bereits vorhandene Krankheiten oder Risiken (Raucher, Übergewichtige) mehr beachtet werden, sind Botschaften im Verlust-Rahmen effizienter.
Auch bei Befragungen, etwa anhand von Fragebögen, kann dieser Effekt auftreten. Deshalb sollte der Formulierung einer Frage besondere Beachtung geschenkt werden, um die Ergebnisse der Befragung nicht zu verzerren.

## Empirische Analyse
Wann dieser Effekt auftritt und wie stark er ausgeprägt ist, ist aktuell Thema der wissenschaftlichen Debatte. Elisabeth Wehling geht zum Beispiel davon aus, dass dieser Effekt immer vorhanden ist. Neuere Untersuchungen und Metastudien relativieren jedoch zum Teil die Erkenntnisse, auf die sich die Framing-Theorie stützt. Unter anderem beruft sich Wehling in ihrem Buch Politisches Framing (2016) auf eine Studie, bei der Probanden angewiesen wurden, sich an eine gute bzw. schlechte Tat zu erinnern und ihnen danach Handreinigungsprodukte angeboten wurden. In der ursprünglichen Studie griffen die Probanden, die an eine schlechte Tat dachten, erheblich häufiger zu den Handreinigungsprodukten. Eine Metastudie vom September 2018 zeigt jedoch, dass dieser Effekt in größeren Studien nur marginal ausfällt.